# New Jersey
Pour les articles homonymes, voir Jersey (homonymie) et NJ.
Le New Jersey (/nju.d͡ʒɛʁ.zɛ/ ; prononcé en anglais : /nuˈd͡ʒɝzi/ , litt. « Nouvelle-Jersey ») est un État du Nord-Est des États-Unis, bordé à l'ouest par la Pennsylvanie et le Delaware, au nord par l'État de New York et à l'est et au sud-est par l'océan Atlantique. L'État du New Jersey comprend les banlieues ouest et sud de la ville de New York. Sa capitale est Trenton et sa ville la plus peuplée est Newark.
Avec une superficie de 22 608 km2 uniquement et une population de 9 290 841 habitants (2023), il est l'un des plus petits États du pays mais aussi le plus densément peuplé.

## Origine du nom
Le nom New Jersey provient de l'île anglo-normande de Jersey. Ce nom a été donné en l'honneur de George de Carteret, natif de Jersey, qui est l'un des deux hommes à qui ce territoire a été donné au XVIIe siècle. Les exonymes français de « Nouveau-Jersey » ou « Nouvelle-Jersey » sont utilisés par le passé. Récemment et par métaplasme, le terme de « Nouveau-Jersey » se retrouve à nouveau usité.[réf. nécessaire]

## Histoire

### XVIIeetXVIIIesiècles
Avant l'arrivée des premiers Européens dans les années 1630, le territoire du New Jersey était peuplé par les Amérindiens Lenapes ou Delawares. Les Néerlandais s'installèrent sur le site de l'actuelle Jersey City (sur la côte occidentale de l'Hudson, en face de l'extrémité de l'île de Manhattan). Ces établissements étaient partie intégrante de la colonie de la Nouvelle-Néerlande, qui incluait également La Nouvelle-Amsterdam, qui deviendra New York.
Puis la région fut contrôlée par les Britanniques à partir de 1664. Ils rencontrèrent peu de résistance, sans doute à cause de l'incapacité de la Compagnie néerlandaise des Indes occidentales à pourvoir aux défenses de la colonie. Le roi Charles II d'Angleterre donna une partie de la région à son frère (le futur Jacques II). Ce dernier distribua les terres situées entre les fleuves Hudson et Delaware à deux amis qui lui étaient restés fidèles pendant la guerre civile : Sir George de Carteret et lord John Berkeley de Stratton. Le 18 mars 1673, Berkeley vendit la moitié du New Jersey aux quakers qui en firent leur colonie. La province du New Jersey fut elle-même divisée en deux provinces : West Jersey (en) et East Jersey (en), entre 1674 et 1702.
Le New Jersey participa à la fin du XVIIIe siècle à la guerre d'indépendance. Il fut le lieu de passage des troupes à plusieurs reprises.
En décembre 1776, l'armée continentale dirigée par George Washington traversa la Delaware River et engagea la bataille de Trenton. Cet épisode fut immortalisé par le peintre Emanuel Leutze. Il figure même sur le revers des pièces de monnaie de l'État. Le 3 janvier 1777, la bataille de Princeton est une victoire américaine sur les troupes de Charles Cornwallis. La bataille de Monmouth a eu lieu le 28 juin 1778 dans le comté de Monmouth, New Jersey, où elle se termine dans une impasse entre les Américains et les Britanniques. Pendant l'été 1783, le Congrès continental se réunit à l'université de Princeton qui devint ainsi la capitale du pays pendant quatre mois. C'est dans ce lieu que la nouvelle de la signature du traité de Paris, en 1783, arriva aux responsables politiques.
Le 20 novembre 1789, le New Jersey fut le premier État à ratifier le Bill of Rights. Enfin, l'esclavage fut aboli le 15 février 1804.

## Géographie

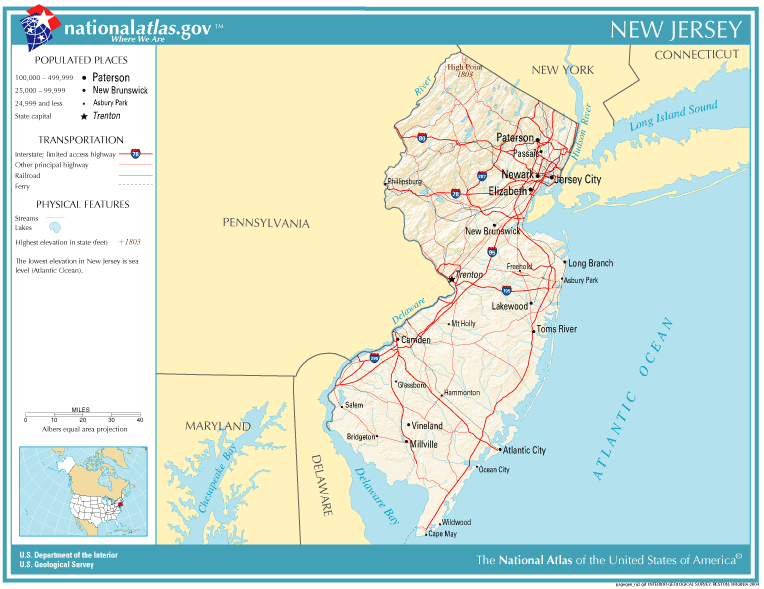
Carte du New Jersey.

D'une superficie de 20 168 km2, le New Jersey était peuplé de 8 414 350 habitants au recensement de 2000. Sa capitale est Trenton. L'État est situé au centre de la mégalopole américaine BosWash. Le New Jersey peut être divisé en trois régions géographiques. North Jersey est située en grande partie dans l'aire d'influence de New York, et certains habitants travaillent dans cette ville. La région de Central Jersey est surtout composée de banlieues. Le South Jersey se trouve dans la région de la vallée du Delaware, l'aire urbaine de Philadelphie. Les côtes de l'État sur l'océan Atlantique portent le nom de Jersey Shore.

### Liste de lieux remarquables
- Delaware Water Gap
- Musconetcong River
- New Jersey Meadowlands (en)
- New Jersey Palisades
- Passaic River
- Pine Barrens (en)
- Rancocas River (en)
- Raritan River
- Sandy Hook
- South Mountain (en)

### Climat

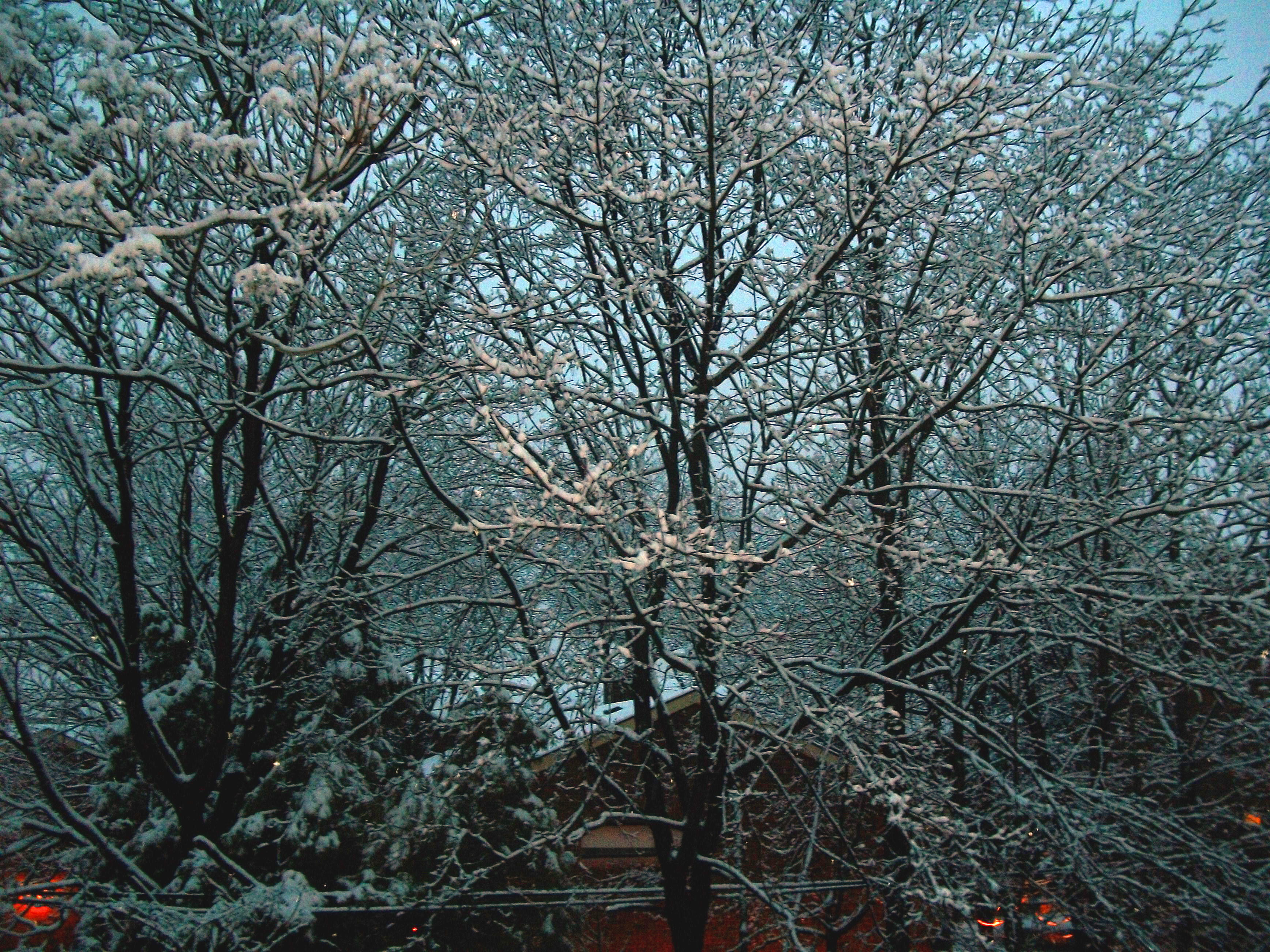
Neige à Summit (New Jersey).

Selon la classification de Köppen, le Sud, le Centre et le Nord-Est de l'État jouissent d'un climat subtropical humide tandis que le Nord-Ouest jouit d'un climat continental humide, avec des températures plus fraîches en raison de l'altitude.
L'amplitude annuelle des températures est importante. Le New Jersey a en effet un climat continental de façade orientale. Malgré la proximité de l'océan et sa latitude assez basse, les hivers y sont froids avec des minimales inférieures à 0 °C en cette saison.
La moyenne des précipitations annuelles est comprise entre 1 000 mm et 1 300 mm. Celles-ci sont réparties de manière assez uniforme sur l'ensemble de l'année. Il tombe en une année entre 40 et 80 cm de neige sur le New Jersey, voire 1 mètre sur le relief dans le nord-ouest.
En hiver et au début du printemps, le New Jersey est exposé à de violentes tempêtes dites tempêtes du Cap Hatteras car elles se forment ou s'intensifient au-dessus de ce cap avant de longer la côte Est des États-Unis en direction du Nord. Celles-ci sont capables d'engendrer des blizzards et des inondations. Des épisodes de sécheresse ou de pluie ininterrompue peuvent perdurer pendant plusieurs semaines. Par contre, les cyclones tropicaux sont rares. L'ouragan Floyd frappa les côtes du New Jersey en 1999 mais il avait déjà nettement perdu en intensité au moment où il aborda le littoral de l'État.
| Mois                              | jan. | fév. | mars | avril | mai  | juin | jui. | août  | sep. | oct. | nov. | déc. | année |
| --------------------------------- | ---- | ---- | ---- | ----- | ---- | ---- | ---- | ----- | ---- | ---- | ---- | ---- | ----- |
| Température minimale moyenne (°C) | −5,9 | −4,7 | −0,4 | 4,1   | 9,8  | 14,8 | 18,2 | 17,5  | 13,1 | 6,5  | 2,1  | −3,2 | 6     |
| Température maximale moyenne (°C) | 4,7  | 5,8  | 10,9 | 15,9  | 21,8 | 26,7 | 29,2 | 28,5  | 24,8 | 18,9 | 13,2 | 7,4  | 17,3  |
| Précipitations (mm)               | 87,9 | 77,7 | 91,9 | 90,4  | 84,6 | 67,1 | 97,3 | 105,2 | 74,4 | 71,6 | 90,9 | 84,3 | 1 023 |
| dont neige (cm)                   | 16   | 17,3 | 5,3  | 1     | 0    | 0    | 0    | 0     | 0    | 0    | 1,3  | 5,8  | 46,7  |

### Aires protégées
Le National Park Service gère 12 sites dans le New Jersey :
- Sentier des Appalaches
- Crossroads of the American Revolution National Heritage Area (en)
- Delaware Water Gap National Recreation Area
- Monument national de la statue de la Liberté
- Gateway National Recreation Area
- Great Egg Harbor River (en)
- Morristown National Historical Park
- New Jersey Pinelands National Reserve
- Great Falls of the Passaic River
- Thomas Edison National Historical Park
- Washington–Rochambeau Revolutionary Route (en)

## Subdivisions administratives

### Comtés
L'État du New Jersey est divisé en 21 comtés.

### Agglomérations
L'État fait partie intégrante du BosWash, une mégalopole s'étendant sur plusieurs États du Nord-Est des États-Unis entre Boston et Washington.

#### Aires métropolitaines et micropolitaines
Le Bureau de la gestion et du budget a défini sept aires métropolitaines dans ou en partie dans l'État du New Jersey.
| Zone urbaine                                | Population (2010)      | Population (2013)      | Variation (2010-2013) | Rang national (2013) |
| ------------------------------------------- | ---------------------- | ---------------------- | --------------------- | -------------------- |
| New York-Newark-Jersey City, NY-NJ-PA       | 6 471 215 (19 567 410) | 6 573 332 (19 949 502) | 1,6 % (2,0 %)         | (1)                  |
| Philadelphia-Camden-Wilmington, PA-NJ-DE-MD | 1 316 762 (5 965 343)  | 1 319 123 (6 034 678)  | 0,2 % (1,2 %)         | (6)                  |
| Trenton, NJ                                 | 366 513                | 370 414                | 1,1 %                 | 142                  |
| Atlantic City-Hammonton, NJ                 | 274 549                | 275 862                | 0,5 %                 | 168                  |
| Vineland-Bridgeton, NJ                      | 156 898                | 157 332                | 0,3 %                 | 256                  |
| Allentown-Bethlehem-Easton, PA-NJ           | 108 692 (821 173)      | 107 379 (827 048)      | -1,2 % (0,7 %)        | (68)                 |
| Ocean City, NJ                              | 97 265                 | 95 897                 | -1,4 %                | 359                  |

En 2010, tous les New-Jersiais résidaient dans une zone à caractère urbain.
L'aire métropolitaine de New York-Newark-Jersey City était l'aire métropolitaine la plus peuplée des États-Unis en 2013. En 2010, les aires métropolitaines de New York-Newark-Jersey City et Philadelphia-Camden-Wilmington regroupaient respectivement 73,6 % et 15,0 % de la population de l'État.

#### Aires métropolitaines combinées
Le Bureau de la gestion et du budget a également défini deux aires métropolitaines combinées dans ou en partie dans l'État du New Jersey.
| Zone urbaine                             | Population (2010)      | Population (2013)      | Variation (2010-2013) | Rang national (2013) |
| ---------------------------------------- | ---------------------- | ---------------------- | --------------------- | -------------------- |
| New York-Newark, NY-NJ-CT-PA             | 6 946 420 (23 076 664) | 7 051 125 (23 484 225) | 1,5 % (1,8 %)         | (1)                  |
| Philadelphia-Reading-Camden, PA-NJ-DE-MD | 1 845 474 (7 067 807)  | 1 848 214 (7 146 706)  | 0,1 % (1,1 %)         | (8)                  |

En 2013, l'aire métropolitaine combinée de New York-Newark était l'aire métropolitaine combinée la plus peuplée des États-Unis. En 2010, les aires métropolitaines combinées de New York-Newark et Philadelphia-Reading-Camden regroupaient respectivement 79,0 % et 21,0 % de la population de l'État.

### Municipalités

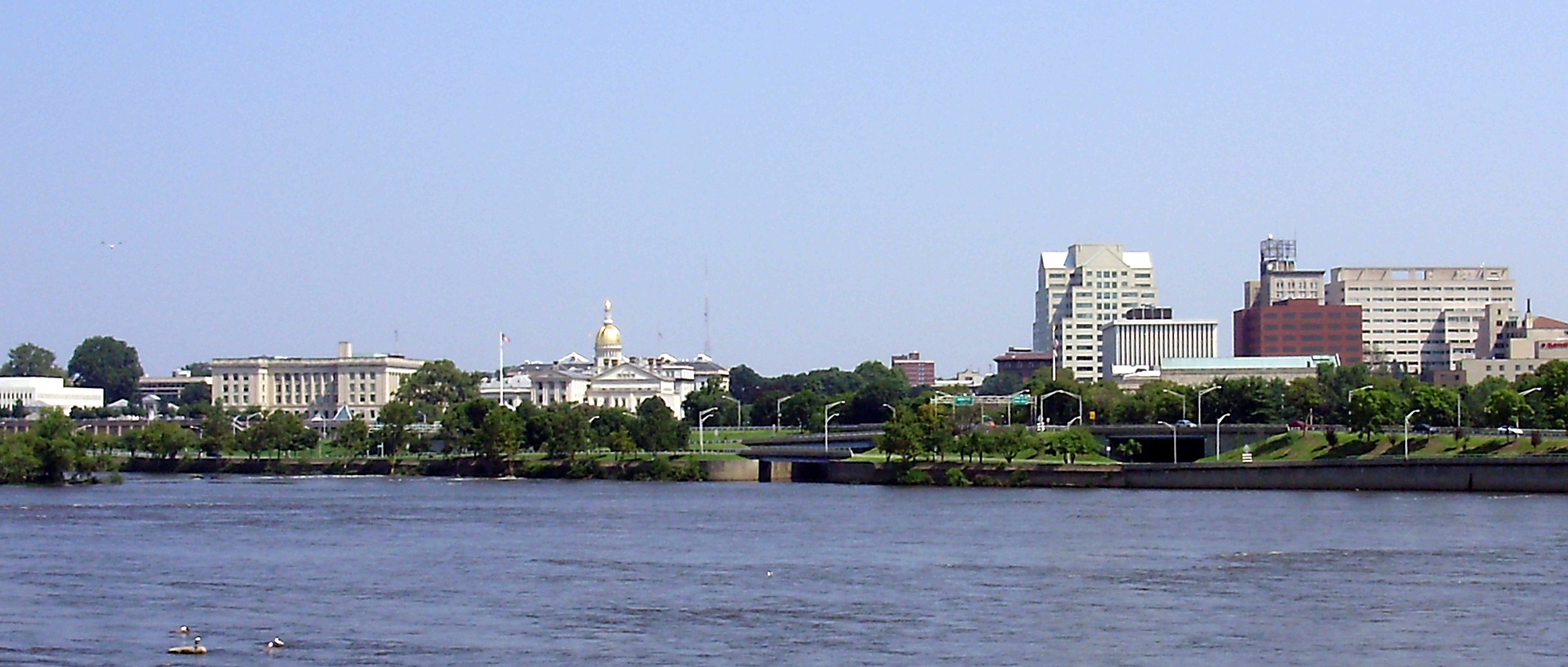
La capitale du New Jersey, Trenton.

L'État du New Jersey compte 566 municipalités, dont 36 de plus de 50 000 habitants.
| Rang | Municipalité          | Type     | Comté      | Population (2010) | Population (2013) | Variation (2010-2013) |
| ---- | --------------------- | -------- | ---------- | ----------------- | ----------------- | --------------------- |
| 1    | Newark                | City     | Essex      | 277 140           | 278 427           | 0,5 %                 |
| 2    | Jersey City           | City     | Hudson     | 247 597           | 257 342           | 3,9 %                 |
| 3    | Paterson              | City     | Passaic    | 146 199           | 145 948           | -0,2 %                |
| 4    | Elizabeth             | City     | Union      | 124 969           | 127 558           | 2,1 %                 |
| 5    | Edison                | Township | Middlesex  | 99 967            | 101 450           | 1,5 %                 |
| 6    | Woodbridge            | Township | Middlesex  | 99 585            | 100 574           | 1,0 %                 |
| 7    | Lakewood              | Township | Ocean      | 92 843            | 93 592            | 0,8 %                 |
| 8    | Toms River            | Township | Ocean      | 91 239            | 91 583            | 0,4 %                 |
| 9    | Hamilton              | Township | Mercer     | 88 464            | 88 919            | 0,5 %                 |
| 10   | Clifton               | City     | Passaic    | 84 136            | 85 390            | 1,5 %                 |
| 11   | Trenton               | City     | Mercer     | 84 913            | 84 349            | -0,7 %                |
| 12   | Camden                | City     | Camden     | 77 344            | 76 903            | -0,6 %                |
| 13   | Brick                 | Township | Ocean      | 75 072            | 75 832            | 1,0 %                 |
| 14   | Cherry Hill           | Township | Camden     | 71 045            | 71 722            | 1,0 %                 |
| 15   | Passaic               | City     | Passaic    | 69 781            | 70 868            | 1,6 %                 |
| 16   | Union City            | City     | Hudson     | 66 455            | 68 247            | 2,7 %                 |
| 17   | Old Bridge            | Township | Middlesex  | 65 375            | 66 570            | 1,8 %                 |
| 18   | Middletown            | Township | Monmouth   | 66 522            | 66 290            | -0,4 %                |
| 19   | Franklin              | Township | Somerset   | 62 300            | 65 280            | 4,8 %                 |
| 20   | Bayonne               | City     | Hudson     | 63 024            | 65 028            | 3,2 %                 |
| 21   | East Orange           | City     | Essex      | 64 270            | 64 544            | 0,4 %                 |
| 22   | Gloucester            | Township | Camden     | 64 634            | 64 297            | -0,5 %                |
| 23   | North Bergen          | Township | Hudson     | 60 773            | 62 341            | 2,6 %                 |
| 24   | Vineland              | City     | Cumberland | 60 724            | 61 050            | 0,5 %                 |
| 25   | Piscataway            | Township | Middlesex  | 56 044            | 58 405            | 4,2 %                 |
| 26   | Union                 | Township | Union      | 56 642            | 57 542            | 1,6 %                 |
| 27   | Jackson               | Township | Ocean      | 54 856            | 56 079            | 2,2 %                 |
| 28   | New Brunswick         | City     | Middlesex  | 55 181            | 55 831            | 1,2 %                 |
| 29   | Wayne                 | Township | Passaic    | 54 717            | 55 040            | 0,6 %                 |
| 30   | Irvington             | Township | Essex      | 53 926            | 54 222            | 0,5 %                 |
| 31   | Parsippany-Troy Hills | Township | Morris     | 53 238            | 53 868            | 1,2 %                 |
| 32   | Hoboken               | City     | Hudson     | 50 005            | 52 575            | 5,1 %                 |
| 33   | West New York         | Town     | Hudson     | 49 708            | 52 122            | 4,9 %                 |
| 34   | Perth Amboy           | City     | Middlesex  | 50 814            | 51 982            | 2,3 %                 |
| 35   | Howell                | Township | Monmouth   | 51 075            | 51 732            | 1,3 %                 |
| 36   | Plainfield            | City     | Union      | 49 808            | 50 588            | 1,6 %                 |

### State Designated Tribal Statistical Areas
Le New Jersey possède deux State Designated Tribal Statistical Areas en français : « aires tribales statistiques désignées d'État » pour deux tribus non reconnues par le gouvernement fédéral des États-Unis.
| State Designated Tribal Statistical Areas | Tribu(s)                 | Population (2011-2015) | Superficie |
| ----------------------------------------- | ------------------------ | ---------------------- | ---------- |
| Nanticoke Lenni Lenape                    | Lenapes et Nanticokes    | 5 946                  | 49,62 km2  |
| Ramapough                                 | Indiens des monts Ramapo | 1 048                  | 18,53 km2  |

## Démographie

### Population

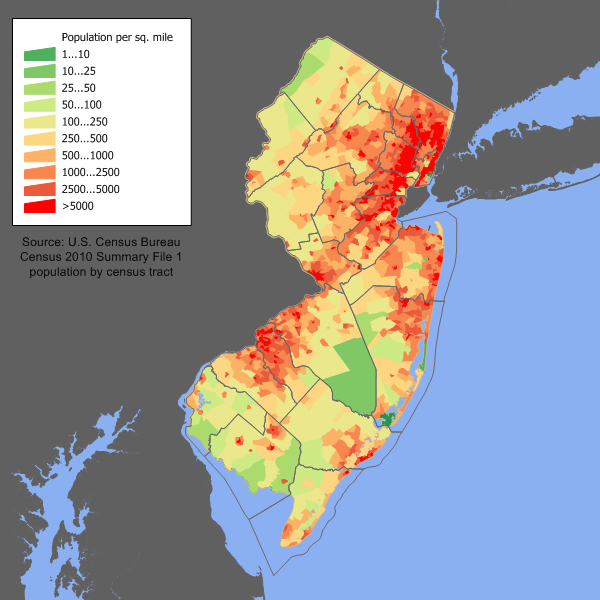
Densités de population en 2010 (en mille carré).

Le Bureau du recensement des États-Unis estime la population du New Jersey à 9 261 699 habitants au 1er juillet 2022, soit une baisse de 0,29 % depuis le recensement des États-Unis de 2020 qui tablait la population à 9 288 994 habitants. Cette baisse de population est majoritairement due à une forte émigration : en effet, entre 2020 et 2022, le New Jersey avait un solde migratoire de −107 749, le 5e plus faible de tout le pays.
Avec 8 791 894 habitants en 2010, le New Jersey était le 11e État le plus peuplé des États-Unis. Sa population comptait pour 2,85 % de la population du pays. Le centre démographique de l'État était localisé dans le comté de Middlesex dans la ville de New Brunswick.
Avec 461,55 hab./km2 en 2010, le New Jersey était l'État le plus dense des États-Unis.
Le taux d'urbains était de 94,7 % et celui de ruraux de 5,3 %. L'État comptait le 2e plus fort taux d'urbains du pays après la Californie (95,0 %).
En 2010, le taux de natalité s'élevait à 12,2 ‰ (11,8 ‰ en 2012) et le taux de mortalité à 7,9 ‰ (8,0 ‰ en 2012). L'indice de fécondité était de 1,90 enfant par femme (1,85 en 2012). Le taux de mortalité infantile s'élevait à 4,8 ‰ (4,4 ‰ en 2012). La population était composée de 23,49 % de personnes de moins de 18 ans, 8,73 % de personnes entre 18 et 24 ans, 26,71 % de personnes entre 25 et 44 ans, 27,59 % de personnes entre 45 et 64 ans et 13,49 % de personnes de 65 ans et plus. L'âge médian était de 39 ans.
Entre 2010 et 2013, l'accroissement de la population (+ 107 430) était le résultat d'une part d'un solde naturel positif (+ 114 688) avec un excédent des naissances (343 341) sur les décès (228 653), et d'autre part d'un solde migratoire négatif (- 2 776) avec un excédent des flux migratoires internationaux (+ 145 374) et un déficit des flux migratoires intérieurs (- 148 150).
Selon des estimations de 2013, 75,9 % des New-Jersiais étaient nés dans un État fédéré, dont 52,6 % dans l'État du New Jersey et 23,3 % dans un autre État (16,9 % dans le Nord-Est, 3,7 % dans le Sud, 1,6 % dans le Midwest, 1,1 % dans l'Ouest), 2,5 % étaient nés dans un territoire non incorporé ou à l'étranger avec au moins un parent américain et 21,6 % étaient nés à l'étranger de parents étrangers (45,3 % en Amérique latine, 32,2 % en Asie, 16,3 % en Europe, 5,2 % en Afrique, 0,8 % en Amérique du Nord, 0,2 % en Océanie). Parmi ces derniers, 53,0 % étaient naturalisés américain et 47,0 % étaient étrangers,.
Selon des estimations de 2012 effectuées par le Pew Hispanic Center, l'État comptait 525 000 immigrés illégaux, soit 5,8 % de la population. Cela représentait la 4e proportion la plus importante du pays après le Nevada (7,6 %), la Californie (6,3 %) et le Texas (6,3 %).

### Composition ethno-raciale et origines ancestrales
Selon le recensement des États-Unis de 2010, la population était composée de 68,58 % de Blancs, 13,70 % de Noirs, 8,25 % d'Asiatiques (3,32 % d'Indiens, 1,53 % de Chinois, 1,26 % de Philippins, 1,07 % de Coréens), 2,73 % de Métis, 0,33 % d'Amérindiens, 0,03 % d'Océaniens et 6,37 % de personnes n'entrant dans aucune de ces catégories.
Les Métis se décomposaient entre ceux revendiquant deux races (2,55 %), principalement blanche et autre (0,68 %), blanche et noire (0,56 %) et blanche et asiatique (0,46 %), et ceux revendiquant trois races ou plus (0,19 %).
Les non-hispaniques représentaient 82,31 % de la population avec 59,31 % de Blancs, 12,80 % de Noirs, 8,19 % d'Asiatiques, 1,53 % de Métis, 0,14 % d'Amérindiens, 0,02 % d'Océaniens et 0,31 % de personnes n'entrant dans aucune de ces catégories, tandis que les Hispaniques comptaient pour 17,69 % de la population, principalement des personnes originaires de Porto Rico (4,94 %), du Mexique (2,48 %), de la République dominicaine (2,25 %), de la Colombie (1,16 %), de l'Équateur (1,14 %), de Cuba (0,95 %), du Pérou (0,86 %), du Salvador (0,64 %) et du Guatemala (0,56 %).
En 2010, l'État du New Jersey avait la 3e plus forte proportion d'Asiatiques après Hawaï (38,60 %) et la Californie (13,05 %) ainsi que la 8e plus forte proportion d'Hispaniques des États-Unis. A contrario, l'État avait la 10e plus faible proportion d'Océaniens des États-Unis.
L'État comptait également le 4e plus grand nombre d'Asiatiques (725 726) après la Californie (4 861 007), l'État de New York (1 420 244) et le Texas (964 596), le 7e plus grand nombre d'Hispaniques (1 555 144) et le 10e plus grand nombre de Blancs (6 029 248) des États-Unis.
|                                         | 1940  | 1950  | 1960  | 1970  | 1980  | 1990  | 2000  | 2010  |
| --------------------------------------- | ----- | ----- | ----- | ----- | ----- | ----- | ----- | ----- |
| Blancs                                  | 94,49 | 93,30 | 91,30 | 88,58 | 83,20 | 79,31 | 72,55 | 68,58 |
| ———Non hispaniques                      |       |       |       |       | 79,10 | 73,98 | 66,04 | 59,31 |
| Noirs                                   | 5,46  | 6,59  | 8,49  | 10,75 | 12,56 | 13,41 | 13,57 | 13,70 |
| ———Non hispaniques                      |       |       |       |       |       | 12,74 | 13,03 | 12,80 |
| Asiatiques (et Océaniens jusqu'en 1990) | 0,05  | 0,09  | 0,14  | 0,33  | 1,41  | 3,53  | 5,71  | 8,25  |
| ———Non hispaniques                      |       |       |       |       |       |       | 5,67  | 8,19  |
| Autres                                  | 0,01  | 0,02  | 0,07  | 0,34  | 2,83  | 3,75  | 8,17  | 9,47  |
| ———Non hispaniques                      |       |       |       |       |       |       | 1,98  | 2,01  |
| Hispaniques (toutes races confondues)   |       |       |       |       | 6,68  | 9,57  | 13,28 | 17,69 |

En 2013, le Bureau du recensement des États-Unis estime la part des non hispaniques à 81,1 %, dont 57,3 % de Blancs, 12,8 % de Noirs, 9,0 % d'Asiatiques et 1,5 % de Métis, et celle des Hispaniques à 18,9 %.
En 2000, les New-Jersiais s'identifiaient principalement comme étant d'origine italienne (17,9 %), irlandaise (15,9 %), allemande (12,6 %), polonaise (6,9 %), anglaise (6,2 %), portoricaine (4,4 %) et américaine (3,1 %).
L'État avait la 3e plus forte proportion de personnes d'origine italienne, les 5e plus fortes proportions de personnes d'origine polonaise et arménienne (0,2 %), la 7e plus forte proportion de personnes d'origine portugaise ainsi que la 8e plus forte proportion de personnes d'origine irlandaise.
L'État abrite la 4e communauté juive des États-Unis après l'État de New York, la Californie et la Floride. Selon le North American Jewish Data Bank, l'État comptait 508 950 Juifs en 2013 (412 465 en 1971), soit 5,7 % de la population de l'État et 7,6 % de la population juive américaine. Ils se concentraient principalement dans les agglomérations de New York-Newark-Jersey City (431 000), Philadelphia-Camden-Wilmington (49 700), Atlantic City-Hammonton (11 700) et Trenton (9 000). Ils constituaient une part significative de la population dans les comtés du Grand New York tels que les comtés de Ocean (10,7 %), Bergen (10,2 %), Monmouth (10,2 %), Middlesex (6,4 %), Essex (6,2 %), Morris (6,0 %), Somerset (5,9 %), Union (4,8 %), Passaic (4,0 %) et Sussex (2,9 %), dans les comtés de la vallée du Delaware tels que les comtés de Camden (6,2 %) et Burlington (2,9 %), dans le sud de l'État dans le comté d'Atlantic (4,3 %), ainsi que dans le centre de l'État dans le comté de Mercer (2,5 %).
Les Hispaniques étaient principalement originaires de Porto Rico (27,9 %), du Mexique (14,0 %), de la République dominicaine (12,7 %), de la Colombie (6,5 %), de l'Équateur (6,5 %), de Cuba (5,4 %), du Pérou (4,9 %), du Salvador (3,6 %) et du Guatemala (3,1 %). Composée à 52,4 % de Blancs, 6,8 % de Métis, 5,1 % de Noirs, 1,1 % d'Amérindiens, 0,4 % d'Asiatiques, 0,1 % d'Océaniens et 34,2 % de personnes n'entrant dans aucune de ces catégories, la population hispanique représentait 57,9 % des Amérindiens, 43,9 % des Métis, 35,5 % des Océaniens, 13,5 % des Blancs, 6,6 % des Noirs, 0,8 % des Asiatiques et 95,1 % des personnes n'entrant dans aucune de ces catégories.
L'État avait les plus fortes proportions de personnes originaires du Pérou (0,86 %) et du Costa Rica (0,23 %), les 2e plus fortes proportions de personnes originaires de la Colombie (1,16 %), de l'Équateur (1,14 %) et de Cuba (0,95 %), les 3e plus fortes proportions de personnes originaires de Porto Rico (4,94 %), de la République dominicaine (2,25 %), du Honduras (0,42 %) et d'Argentine (0,16 %), la 5e plus forte proportion de personnes originaires du Guatemala (0,56 %) ainsi que la 8e plus forte proportion de personnes originaires du Salvador (0,64 %).
L'État comptait également les 2e plus grands nombres de personnes originaires de la République dominicaine (197 922) et de l'Équateur (100 480), les 3e plus grands nombres de personnes originaires de Porto Rico (434 092), de Cuba (83 362), de la Colombie (101 593), du Pérou (75 869) et du Costa Rica (19 933), le 4e plus grand nombre de personnes originaires d'Argentine (14 272), les 5e plus grands nombres de personnes originaires du Guatemala (48 869), du Honduras (36 556), du Nicaragua (8 222) et du Venezuela (6 950), le 6e plus grand nombre de personnes originaires du Salvador (56 532) ainsi que les 7e plus grands nombres de personnes originaires d'Espagne (21 791) et de la Bolivie (3 361).
Les Asiatiques s'identifiaient principalement comme étant Indiens (40,3 %), Chinois (18,5 %), Philippins (15,2 %), Coréens (12,9 %) et Pakistanais (3,6 %).
L'État avait la plus forte proportion d'Indiens (3,32 %), les 3e plus fortes proportions de Coréens (1,07 %) et de Pakistanais (0,30 %), la 5e plus forte proportion de Chinois (1,53 %), la 6e plus forte proportion de Philippins (1,26 %) ainsi que la 10e plus forte proportion de Japonais (0,15 %).
L'État comptait également les 3e plus grands nombres d'Indiens (292 256) et de Coréens (93 679), les 4e plus grands nombres de Chinois (134 442) et de Philippins (110 650), les 5e plus grands nombres de Pakistanais (26 006) et de Bangladais (7 567) ainsi que le 8e plus grand nombre de Japonais (13 146).
Les Métis se décomposaient entre ceux revendiquant deux races (93,1 %), principalement blanche et autre (25,0 %), blanche et noire (20,6 %), blanche et asiatique (16,9 %), noire et autre (6,6 %), blanche et amérindienne (6,2 %), asiatique et autre (5,2 %) et noire et amérindienne (3,9 %), et ceux revendiquant trois races ou plus (6,9 %).

### Religion
| Religion                    | New Jersey | États-Unis |
| --------------------------- | ---------- | ---------- |
| Catholicisme                | 34         | 20,8       |
| Protestantisme évangélique  | 13         | 25,4       |
| Protestantisme traditionnel | 12         | 14,7       |
| Non affiliés                | 12         | 15,8       |
| Église noire                | 6          | 6,5        |
| Judaïsme                    | 6          | 1,9        |
| Agnosticisme                | 3          | 4,0        |
| Islam                       | 3          | 0,9        |
| Hindouisme                  | 3          | 0,7        |
| Athéisme                    | 2          | 3,1        |
| Autres                      | 6          | 6,2        |

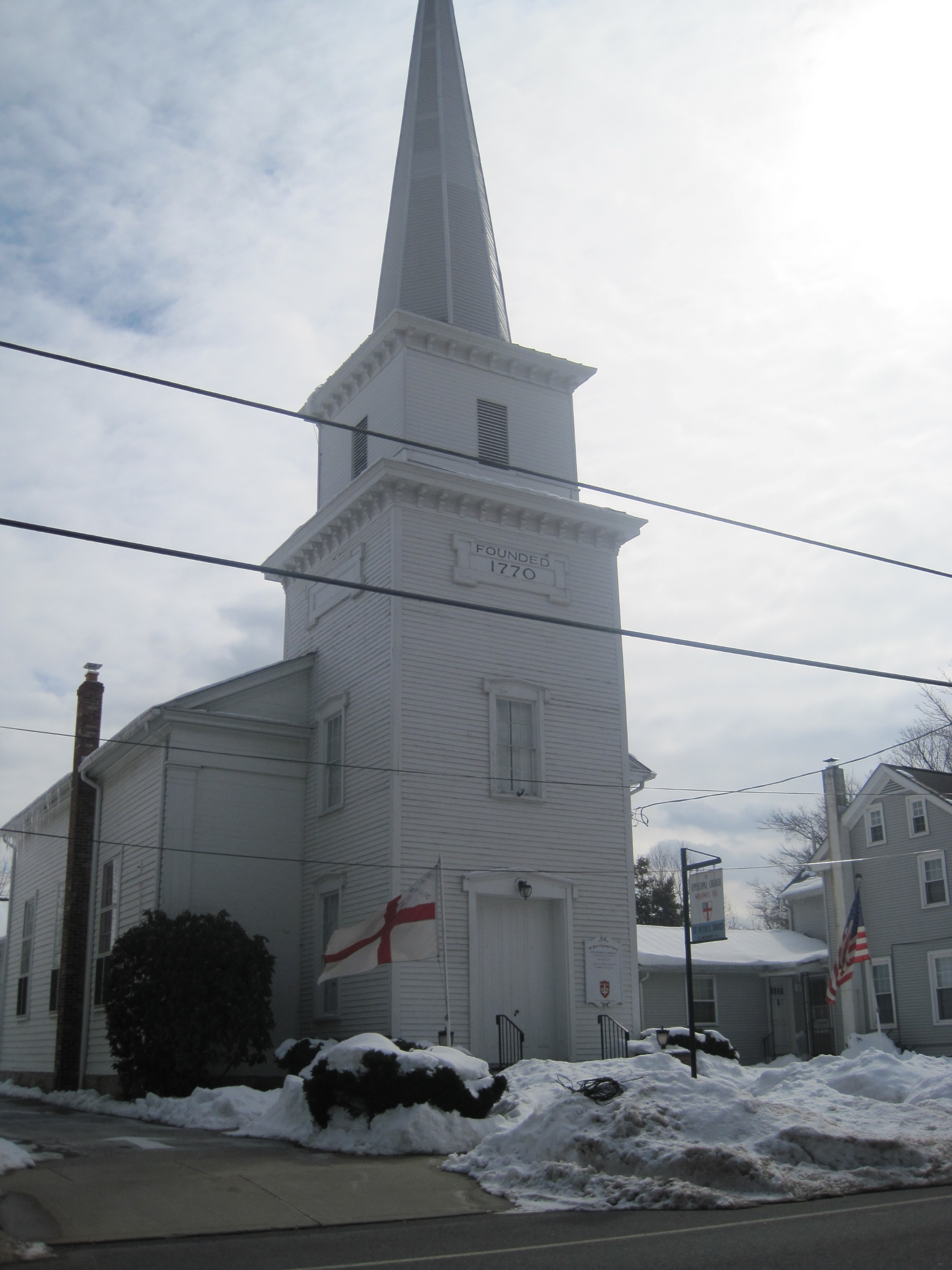
L'église anglicane St. Peter's.

Selon des estimations effectuées par le docteur en géographie John R. Weeks de l'université d'État de San Diego, l'État avait la 2e plus forte proportion de Musulmans des États-Unis en 2000 (2,5 %) après l'État de New York (2,6 %).
L'État abrite la plus forte concentration de musulmans (3 %) et d'hindous (3 %) des États-Unis.
Selon l'institut de sondage The Gallup Organization, en 2015, 35 % des habitants du New Jersey se considèrent comme « très religieux » (40 % au niveau national), 32 % comme « modérément religieux » (29 % au niveau national) et 33 % comme « non religieux » (31 % au niveau national).

### Langues
| Langue    | 1980    | 1990    | 2000    | 2010    | 2017    |
| --------- | ------- | ------- | ------- | ------- | ------- |
| Anglais   | 84,12 % | 80,47 % | 74,53 % | 71,31 % | 69,03 % |
| Espagnol  | 6,00 %  | 8,63 %  | 12,32 % | 14,59 % | 16,14 % |
| Italien   | 2,80 %  | 2,14 %  | 1,48 %  | 1,06 %  | 0,80 %  |
| Polonais  | 1,12 %  | 0,96 %  | 0,95 %  | 0,79 %  | 0,70 %  |
| Allemand  | 1,05 %  | 0,79 %  | 0,52 %  | 0,37 %  | 0,25 %  |
| Portugais | 0,54 %  | 0,77 %  | 0,93 %  | 1,06 %  | 0,91 %  |
| Gujarati  | 0,29 %  | 0,27 %  | 0,60 %  | 0,83 %  | 0,96 %  |
| Hindi     | 0,29 %  | 0,44 %  | 0,40 %  | 0,71 %  | 0,89 %  |
| Chinois   | 0,26 %  | 0,61 %  | 1,17 %  | 1,23 %  | 1,44 %  |
| Russe     | 0,19 %  | 0,21 %  | 0,49 %  | 0,56 %  | 0,56 %  |
| Arabe     | 0,17 %  | 0,34 %  | 0,60 %  | 0,62 %  | 0,80 %  |
| Coréen    | 0,14 %  | 0,43 %  | 0,70 %  | 0,89 %  | 0,93 %  |
| Tagalog   |         |         | 0,85 %  | 0,96 %  | 0,94 %  |
| Haïtien   |         |         | 0,37 %  | 0,51 %  | 0,57 %  |
| Autres    | 3,32 %  | 3,94 %  | 4,09 %  | 4,51 %  | 5,08 %  |

## Politique et administration
| Gouvernement du New Jersey | Gouvernement du New Jersey | Gouvernement du New Jersey | Gouvernement du New Jersey | Gouvernement du New Jersey | Gouvernement du New Jersey | Gouvernement du New Jersey | Gouvernement du New Jersey | Législature d'État | Législature d'État | Congrès fédéral           | Congrès fédéral |
| Gouverneur                 | Gouverneur                 | Lieutenant-gouverneure     | Lieutenant-gouverneure     | Procureur général          | Procureur général          | Auditeur                   | Trésorier                  | Assemblée générale | Sénat              | Chambre des représentants | Sénat           |
| -------------------------- | -------------------------- | -------------------------- | -------------------------- | -------------------------- | -------------------------- | -------------------------- | -------------------------- | ------------------ | ------------------ | ------------------------- | --------------- |
|                            | Phil Murphy (D)            |                            | Sheila Oliver (en) (D)     |                            | Gurbir Grewal (en) (D)     | Stephen Eells (en)         | Elizabeth Maher Muoio      | D : 54 R : 26      | D : 25 R : 15      | D : 7 R : 5               | D : 2           |

Le New Jersey est un État industriel de la côte est, ancien bastion républicain devenu démocrate dans les années 1980-90. Il est considéré comme l'un des États les plus progressistes des États-Unis.

### Géographique électorale

Résultat de l'élection présidentielle de 2016 par municipalité : Trump en rouge, Clinton en bleu.

Les bastions du Parti démocrate sont le comté de Mercer comprenant la capitale Trenton et Princeton, le comté urbain d'Essex et celui de Hudson comprenant les villes de Newark et Jersey City, le comté de Camden, les comtés urbains proches des villes de Philadelphie et de la ville de New York, les comtés de Union et Middlesex ainsi que la ville d'Atlantic City.
Les banlieues nord-ouest et sud-est de l'État comme Somerset ou Hunterdon sont par contre des bastions républicains ainsi que le long de l'océan Atlantique ou dans les comtés montagneux de Sussex, Morris et Warren.
La plupart des comtés du New Jersey sont cependant considérés comme également partagés entre démocrates et républicains si bien qu'ils peuvent pencher d'un côté comme de l'autre à chaque élection. C'est le cas du comté de Bergen, très républicain dans le nord rural et très démocrate dans la partie plus urbaine et plus dense du comté. Le comté de Passaic (plus proche des démocrates) et celui de Cape May (plus républicain) sont aussi des comtés politiquement partagés.

### Politique nationale

#### Un ancien bastion républicain à l'élection présidentielle
Politiquement, le New Jersey penche nettement vers le Parti démocrate comme la plupart des autres États du nord-est. Il était cependant autrefois un bastion républicain qui soutenait fortement ses candidats aux élections présidentielles très disputées de 1948, 1968 ou encore de 1976. Ce fut même un État pivot en 1960 et 1992.
À partir des années 1980, l'État commence à pencher vers les démocrates à mesure que le Parti républicain s'oriente plus à droite vers une politique plus axée vers les électeurs du sud et de l'ouest. Le dernier républicain à avoir emporté l'État est George H. W. Bush en 1988.
Lors de l’élection présidentielle de 2004, les sondages redonnent au New Jersey ce rôle d'État pivot car le président George W. Bush y est devenu populaire et semble pouvoir y créer la surprise. Mais au soir du 2 novembre 2004, le candidat démocrate John Kerry y obtient 52,92 % des suffrages contre 46,24 % au président George W. Bush, réélu sur le plan national. Il s'agit pourtant du meilleur score républicain depuis 1988.
La tendance est encore favorable aux démocrates en 2016, quand la démocrate Hillary Clinton obtient 55 % des voix face aux 41 % obtenus par le républicain Donald Trump.

#### Une représentation nationale majoritairement démocrate
Lors de la 115e législature du Congrès (2017-2019), le New Jersey est représenté à la Chambre des représentants par six républicains et six démocrates, ainsi que par Bob Menendez et Cory Booker, tous les deux démocrates, au Sénat.

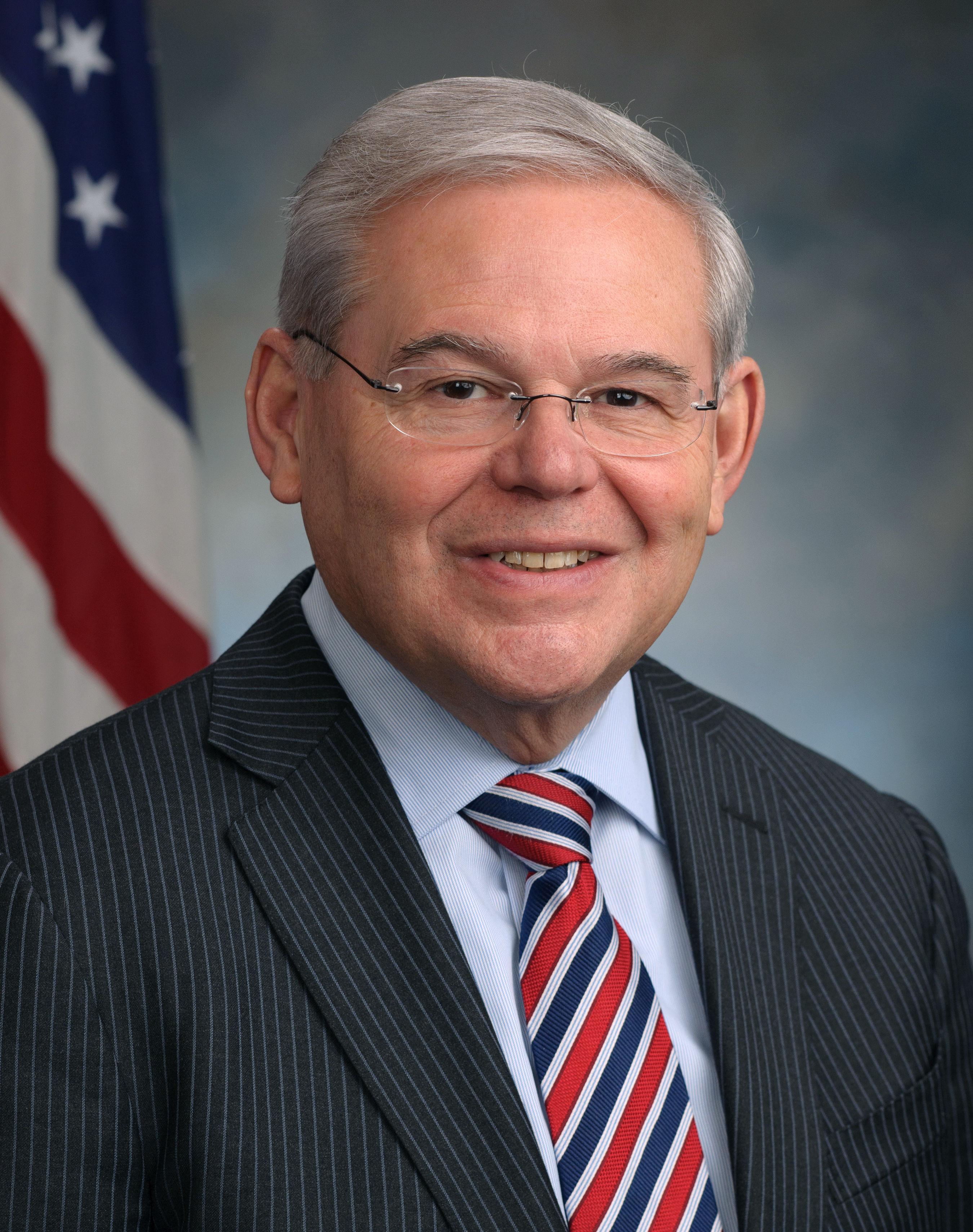
Bob Menendez, sénateur depuis 2006.
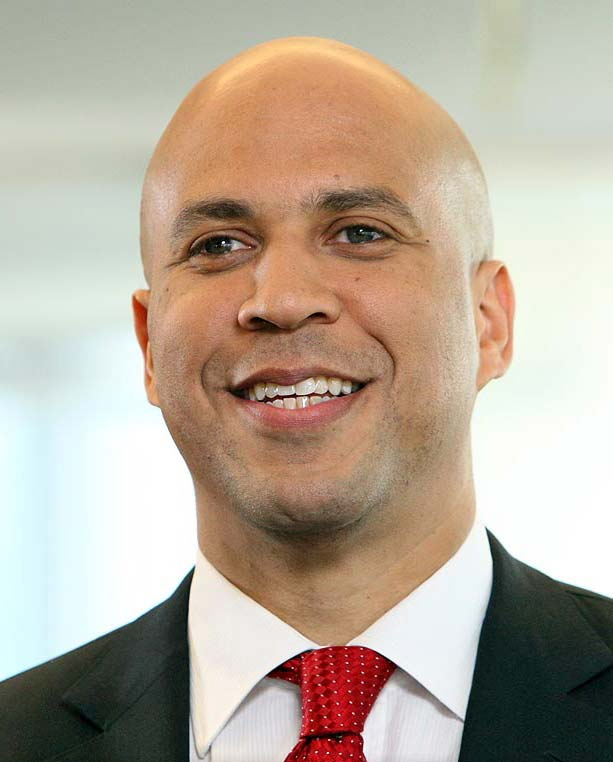
Cory Booker, sénateur depuis 2013.

Le dernier sénateur républicain de l'État au Congrès des États-Unis est Clifford Case (en) élu en 1979 (nonobstant les huit mois du sénateur Nicholas Brady nommé par le gouverneur Thomas Kean en 1982 à la suite de la démission du sénateur titulaire Harrison A. Williams (en)).

### Politique locale
Depuis janvier 2018, le gouverneur de l'État est le démocrate Phil Murphy.
La constitution actuelle du New Jersey date de 1947. Elle institue un congrès bicaméral comprenant un sénat de 40 membres et une assemblée de 80 membres. Lors de la session 2015-2017, la chambre des représentants est contrôlée par 52 démocrates (contre 28 républicains) et le sénat par 24 démocrates (contre 16 républicains).
Lors des élections de novembre 2017, les démocrates remportent le poste de gouverneur et étendent leur majorité au Sénat (25 démocrates contre 15 républicains) et à l'Assemblée générale (54 démocrates et 26 républicains).

#### Séparation des pouvoirs
La constitution de 1947 acte de la séparation des pouvoirs au sein de l'État. Le gouvernement du New Jersey est divisé en trois branches : le pouvoir exécutif, le pouvoir législatif et le pouvoir judiciaire :

##### Pouvoir exécutif

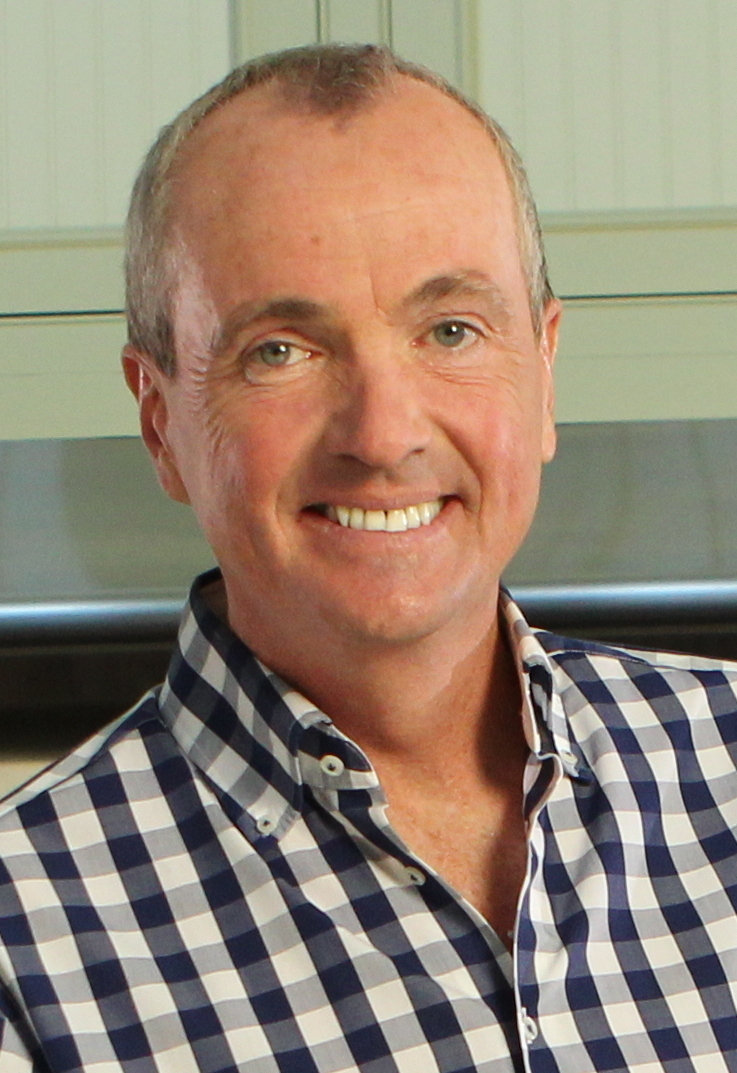
Phil Murphy, gouverneur du New Jersey depuis 2018.

Le gouverneur du New Jersey détient le pouvoir exécutif avec le lieutenant-gouverneur et les agences étatiques placées sous son autorité. Depuis le 16 janvier 2018, le gouverneur est Phil Murphy.

##### Pouvoir législatif

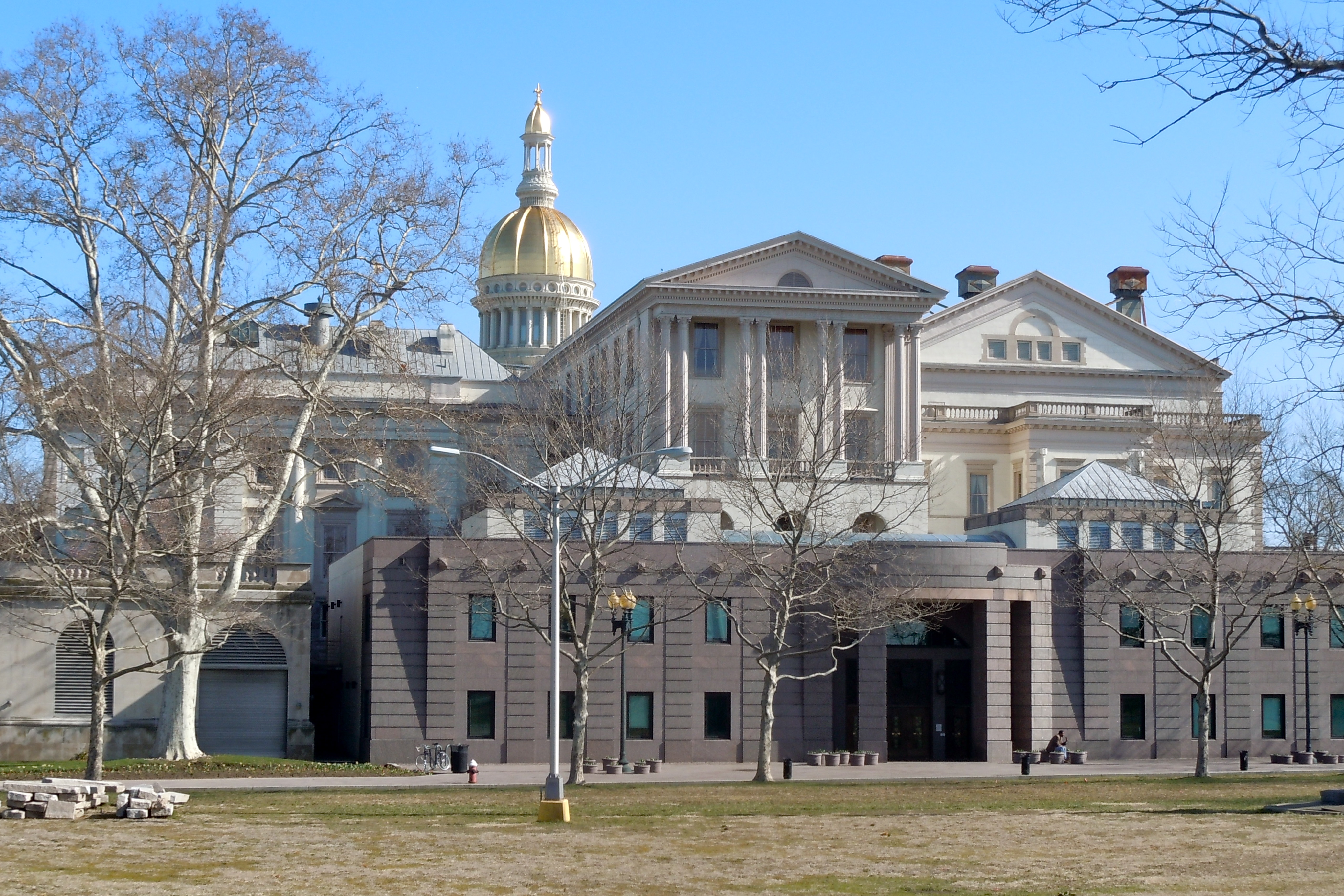
Le Capitole de l'État du New Jersey.

La législature du New Jersey détient le pouvoir législatif. Elle siège dans le capitole du New Jersey qui est situé à Trenton. Parlement bicaméral, la législature est divisée entre l'Assemblée générale (composée de 80 membres) et le Sénat (formé de 40 membres).

##### Pouvoir judiciaire
Le pouvoir judiciaire dans le New Jersey est appelé New Jersey Courts. Il est composé des tribunaux suivants :
- la Cour suprême du New Jersey ;
- la Cour supérieure et sa division des appels ;
- la Cour des impôts ;
- les Cours des comtés ;
- les Cours municipales.

#### Questions de société
En octobre 2006, la Cour suprême du New Jersey donne six mois au législateur de l'État pour modifier la législation sur le mariage, afin de reconnaître le droit des couples gays à bénéficier de tous les avantages offerts aux couples mariés hétérosexuels. La cour laisse alors la liberté au législateur de choisir entre le mariage homosexuel (comme le Massachusetts depuis 2004) et un nouveau système d'union civile (comme dans le Vermont et le Connecticut). En février 2007, les législateurs choisissent d'aligner le contrat d'union civile pour les personnes homosexuelles sur le mariage civil hétérosexuel sans pour autant utiliser le terme de mariage gay.
Le New Jersey n'a pas appliqué la peine de mort depuis 1963. Pourtant la peine de mort est rétablie en 1982 avant que les parlementaires de l'État ne votent un moratoire en 2006 puis son abolition en 2007.

## Économie

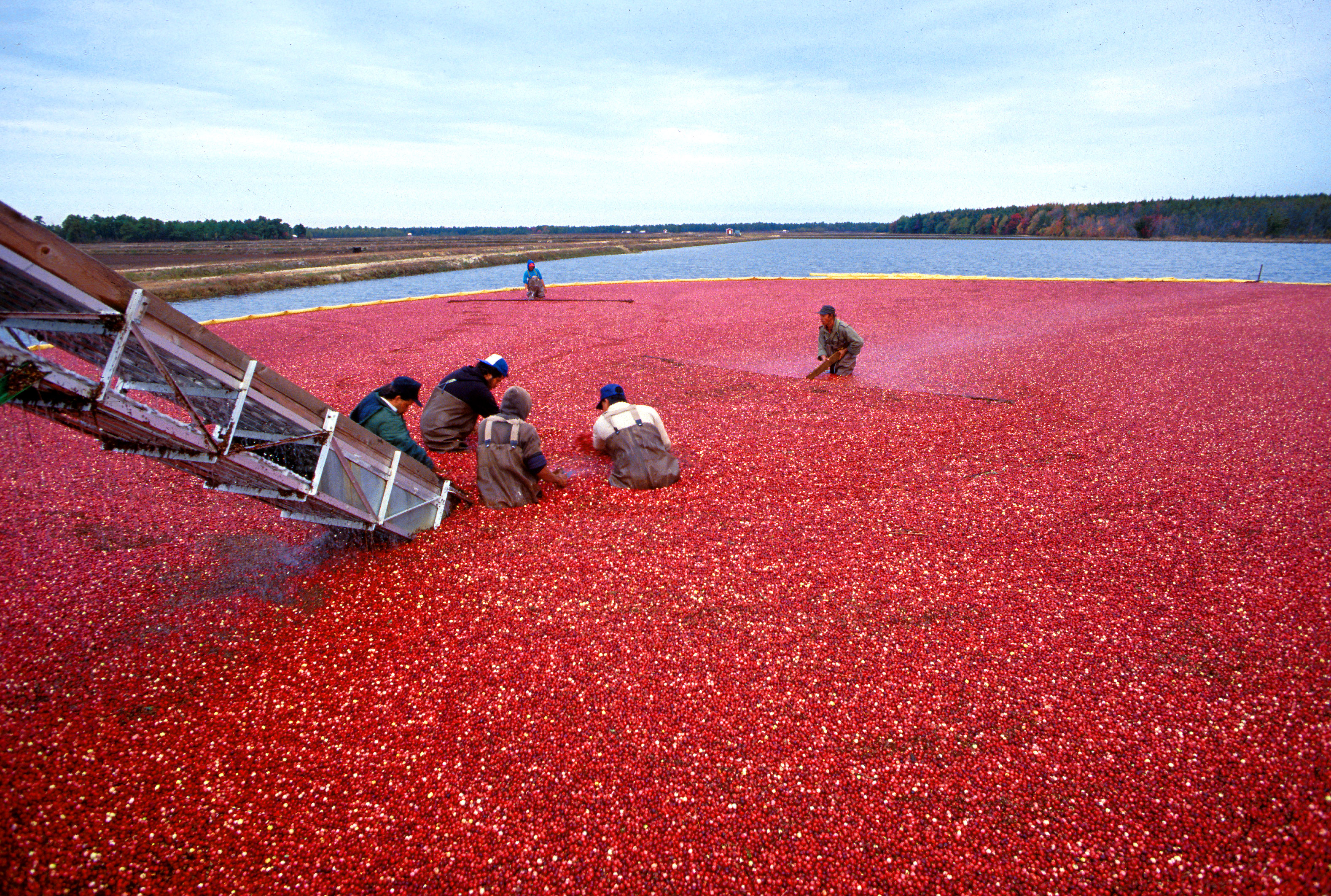
Récolte des canneberges.

L'agriculture du New Jersey est intensive et offre des productions périurbaines (airelles, cultures maraîchères, etc.). C'est le premier État américain pour la production de produits chimiques et pharmaceutiques. Les autres activités industrielles sont le raffinage du pétrole et la métallurgie. Les industries de haute technologie reposent sur un réseau de PME liées aux universités (Princeton...). Le secteur tertiaire s'est développé grâce aux activités récréatives dans les stations balnéaires de la côte. Les casinos d'Atlantic City attirent la population de l'agglomération new-yorkaise toute proche.

## Culture

### Éducation
Selon USA News, le New Jersey a la meilleure éducation scolaire publique (K-12) du pays. Depuis 2022, le canton de Millburn est classé en tant que meilleur district scolaire du New Jersey. En outre, il est considéré comme étant le district scolaire avec les meilleurs enseignants du New Jersey selon Niche. En 2020, le score SAT moyen était de 1072 sur 1600.

De plus, l'Université de Princeton située à Princeton, dans le New Jersey, est toujours considérée comme l'une des meilleures universités du pays avec Harvard (Massachusetts) et Yale (Connecticut). L'Université Rutgers est la plus grande université publique de l'État du New Jersey et est connue pour ses programmes scientifiques et pharmaceutiques.

### Sports
- Nets de Brooklyn, équipe de basketball de la NBA implantée dans le New Jersey entre 1967 et 1968, puis entre 1977 et 2012.
- Devils du New Jersey, équipe de hockey sur glace de la Ligue nationale de hockey.